# Agrostide barbue
Agrostis barbigera
Espèce
L'agrostide barbue (Agrostis barbigera) est une espèce de plantes de la famille des poacées. Elle est endémique de l'île de La Réunion, département d'outre-mer français dans le sud-ouest de l’océan Indien.